# Neocarolus
Neocarolus is een kevergeslacht uit de familie van de boktorren (Cerambycidae). De wetenschappelijke naam van het geslacht werd voor het eerst geldig gepubliceerd in 2008 door Sama.

## Soorten
Neocarolus is monotypisch en omvat slechts de volgende soort:
- Neocarolus thomasi (Holzschuh, 1993)